# 카프카 (영화)
카프카(Kafka)는 미국에서 제작된 스티븐 소더버그 감독의 1991년 코미디, 드라마, 뮤지컬, SF, 스릴러 영화이다. 제레미 아이언스 등이 주연으로 출연하였고 해리 벤 등이 제작에 참여하였다.

## 출연

### 주연
- 제레미 아이언스
- 테레사 러셀
- 조엘 그레이
- 이안 홈

### 조연
- 예로엔 크라베
- 아민 뮬러 스탈
- 알렉 기네스
- 브라이언 글로버
- 키스 알렌

## 제작진
- 미술: 개빈 보케트